# Southwestern blot
El Southwestern blot es una técnica de laboratorio que permite la identificación y caracterización de proteínas por su capacidad de unión a fragmentos específicos de ADN. Para ello, se transfiere el resultado de una electroforesis a una membrana y se añaden oligonucleótidos para observar la unión a las proteínas. Fue descrito por primera vez en 1981 en el laboratorio de Brian Bowen.
Su nombre se debe a la convergencia entre el Southern blot, que emplea sondas de ADN para detectar, en su caso, ADN fijado en una membrana, y el Western blot, en el cual se detectan proteínas fijadas a una membrana, aunque en este caso se realice con anticuerpos.